# 花篮骨螺
花篮骨螺（学名：Lataxiena fimbriata），是新腹足目骨螺科Lataxiena的一种。主要分布于韩国、台湾，常栖息在浅海珊瑚礁、岩石底。